# Rio Fântânele (Jijioara)
O Rio Fântânele é um rio da Romênia, afluente do Jijioara, localizado no distrito de Iaşi.